# Legenda (album)
Albums de Mari Hamada
Aestetica
(17 février 2010) Mission
(13 janvier 2016)
Compilations par Mari Hamada
Golden Best - Victor Years
(15 sept. 2010) Inclination III
(7 août 2013)
Legenda est le 21e album original de Mari Hamada, sorti en 2012.

## Présentation
L'album sort le 15 février 2012 au Japon sur le label Tri-m de Tokuma Japan Communications, deux ans après le précédent album original de la chanteuse, Aestetica (entretemps est sortie sa compilation Golden Best - Victor Years en 2010). Il atteint la 23e place du classement des ventes de l'Oricon, et reste classé pendant quatre semaines. C'est alors son album le mieux vendu depuis Blanche sorti en 2000. Une édition limitée de l'album contient un deuxième CD en bonus ne contenant qu'une chanson, Thousand, qui sera reprise sur la compilation Inclination III de 2013.
L'album est écrit et produit par Mari Hamada elle-même, et contient onze chansons, majoritairement composées et arrangées par elle ; son compositeur et musicien habituel Hiroyuki Ohtsuki ne participe pas cette fois à l'album. Aucune des chansons de l'album ne sort en single. Certaines parties sont enregistrées aux États-Unis avec des musiciens américains ayant déjà collaboré précédemment avec la chanteuse : Michael Landau, Leland Sklar, et Gregg Bissonette ; les autres sont enregistrées au Japon avec des musiciens japonais dont le guitariste de Loudness Akira Takasaki.

## Liste des titres
Toutes les paroles sont écrites par Mari Hamada ; toutes les musiques sont co-arrangées par Mari Hamada.
| CD      | CD                   | CD                        | CD                             | CD    | CD | CD | CD | CD | CD |
| No      | Titre                | Musique                   | Co-arrangements                | Durée |    |    |    |    |    |
| ------- | -------------------- | ------------------------- | ------------------------------ | ----- | -- | -- | -- | -- | -- |
| 1.      | Crisis Code          | Mari Hamada               | Takanobu Masuda                | 6:03  |    |    |    |    |    |
| 2.      | Momentalia           | Masaru Kishii             | Masaru Kishii                  | 5:20  |    |    |    |    |    |
| 3.      | Heartstorm           | Mari Hamada               | Takanobu Masuda                | 6:56  |    |    |    |    |    |
| 4.      | Crimson              | Mari Hamada, Nozomu Wakai | Nozomu Wakai                   | 5:33  |    |    |    |    |    |
| 5.      | El Dorado            | Mari Hamada               | Takanobu Masuda                | 7:23  |    |    |    |    |    |
| 6.      | Forest               | Mari Hamada               | Takanobu Masuda                | 7:20  |    |    |    |    |    |
| 7.      | Ransei - Conscientia | Takanobu Masuda           | Takanobu Masuda                | 5:42  |    |    |    |    |    |
| 8.      | The Greatest Cage    | Masaru Kishii             | Masaru Kishii                  | 5:07  |    |    |    |    |    |
| 9.      | Étranger             | Masaru Kishii             | Takanobu Masuda, Masaru Kishii | 4:35  |    |    |    |    |    |
| 10.     | Get Together         | Mari Hamada, Nozomu Wakai | Nozomu Wakai                   | 4:50  |    |    |    |    |    |
| 11.     | Aurea                | Mari Hamada               | Yuichi Matsuzaki               | 5:07  |    |    |    |    |    |
| 1:04:01 |                      |                           |                                |       |    |    |    |    |    |

| CD bonus de l'édition limitée | CD bonus de l'édition limitée | CD bonus de l'édition limitée | CD bonus de l'édition limitée | CD bonus de l'édition limitée | CD bonus de l'édition limitée | CD bonus de l'édition limitée | CD bonus de l'édition limitée | CD bonus de l'édition limitée | CD bonus de l'édition limitée |
| No                            | Titre                         | Musique                       | Co-arrangements               | Durée                         |                               |                               |                               |                               |                               |
| ----------------------------- | ----------------------------- | ----------------------------- | ----------------------------- | ----------------------------- | ----------------------------- | ----------------------------- | ----------------------------- | ----------------------------- | ----------------------------- |
| 1.                            | Thousand                      | Mari Hamada                   | ?                             | 4:51                          |                               |                               |                               |                               |                               |
| 4:51                          |                               |                               |                               |                               |                               |                               |                               |                               |                               |

## Musiciens
Pistes n°1, 3, 5, 6, 8, 9
- Guitare (n°1, 6, 8) : Akira Takasaki (高崎晃?, du groupe Loudness)
- Guitare (n°3, 5, 9) : Michael Landau
- Basse : Leland Sklar
- Batterie : Gregg Bissonette
- Claviers : Takanobu Masuda (増田隆宣?) (sauf n°8 par Yuichi Matsuzaki)

Pistes n°2, 4, 7, 10
- Guitare : Takashi Masuzaki (増崎孝司?, du groupe Dimension)
- Basse : Koichi Terasawa (寺沢功一?, du groupe Blizard)
- Batterie : Satoshi "Joe" Miyawaki (宮脇“JOE”知史?, du groupe 44 Magnum)
- Claviers : Takanobu Masuda (増田隆宣?)

Piste n°11
- Guitare : Michael Landau
- Claviers et autres : Yuichi Matsuzaki (松崎雄一?)